# 7 f.Kr.
| 7 f.Kr.            |
| ------------------ |
| Dødsfald - Fødsler |